# Outi Gröndahl
Outi Gröndahl (* 31. Oktober 1984) ist eine finnische Biathletin und vorherige Skilangläuferin.

## Karriere
Outi Gröndahl startet für Lappeen Riento. Sie begann ihre internationale Karriere 2004 bei Rennen des Continental- und Scandinavian Cup sowie bei FIS-Rennen. Nach mehreren guten Rennen im Scandinavian Cup im Jahr 2010 mit mehreren Top-Ten-Resultaten, darunter ein sechster Rang bei einem Freistil-Sprint in Spaatind, konnte die Finnin in Lahti ihre ersten Rennen im Skilanglauf-Weltcup bestreiten. In der Verfolgung wurde sie 37., mit Marjaana Pitkänen, Kirsi Perälä und Maarit Korpi Neunte des Staffelrennens. Ein Jahr später kam sie an selber Stelle noch einmal zu einem Einsatz im Weltcup und wurde in einer Verfolgung 65. National wurde Gröndahl bei den Finnischen Meisterschaften 2010 in Keuruu hinter Riitta-Liisa Roponen Vizemeisterin über 5 Kilometer Freistil. In der Verfolgung verpasste sie als Viertplatzierte um drei Sekunden eine weitere Medaille.
Zur Saison 2012/13 wechselte Gröndahl zum Biathlonsport. Ihre ersten Rennen bestritt sie zum Auftakt der Saison in Idre im IBU-Cup. In zwei Sprintrennen wurde sie 82. und 56., letzteres Resultat ist ihr bislang bestes in der Rennserie. In Ruhpolding bestritt sie 2013 ihre ersten Rennen im Biathlon-Weltcup und wurde 89. eines Sprints und mit Kaisa Mäkäräinen, Mari Laukkanen und Sanna Markkanen 18. in einer überrundeten finnischen Staffel. In Sotschi erreichte sie mit einem 87. Rang in einem Einzel ihr bislang bestes Ergebnis im Weltcup.

## Biathlon-Weltcup-Platzierungen
Die Tabelle zeigt alle Platzierungen (je nach Austragungsjahr einschließlich Olympische Spiele und Weltmeisterschaften).
- 1.–3. Platz: Anzahl der Podiumsplatzierungen
- Top 10: Anzahl der Platzierungen unter den ersten zehn (einschließlich Podium)
- Punkteränge: Anzahl der Platzierungen innerhalb der Punkteränge (einschließlich Podium und Top 10)
- Starts: Anzahl gelaufener Rennen in der jeweiligen Disziplin
- Staffel: inklusive Mixed- und Single-Mixed-Staffeln

| Platzierung         | Einzel | Sprint | Verfolgung | Massenstart | Staffel | Gesamt |
| ------------------- | ------ | ------ | ---------- | ----------- | ------- | ------ |
| 1. Platz            |        |        |            |             |         |        |
| 2. Platz            |        |        |            |             |         |        |
| 3. Platz            |        |        |            |             |         |        |
| Top 10              |        |        |            |             |         |        |
| Punkteränge         |        |        |            |             | 1       | 1      |
| Starts              | 1      | 3      |            |             | 1       | 5      |
| Stand: 9. März 2013 |        |        |            |             |         |        |